# Hoa An
Hoa An (tiếng Trung: 华安县, Hán Việt: Hoa An huyện) là một huyện của thành phố Chương Châu, tỉnh Phúc Kiến, Cộng hòa Nhân dân Trung Hoa. Huyện này có 6 trấn, 3 hương và 7 nông lâm trường.

## Khí hậu
| Dữ liệu khí hậu của Hoa An (1991–2020 normals, extremes 1981–2010) | Dữ liệu khí hậu của Hoa An (1991–2020 normals, extremes 1981–2010) | Dữ liệu khí hậu của Hoa An (1991–2020 normals, extremes 1981–2010) | Dữ liệu khí hậu của Hoa An (1991–2020 normals, extremes 1981–2010) | Dữ liệu khí hậu của Hoa An (1991–2020 normals, extremes 1981–2010) | Dữ liệu khí hậu của Hoa An (1991–2020 normals, extremes 1981–2010) | Dữ liệu khí hậu của Hoa An (1991–2020 normals, extremes 1981–2010) | Dữ liệu khí hậu của Hoa An (1991–2020 normals, extremes 1981–2010) | Dữ liệu khí hậu của Hoa An (1991–2020 normals, extremes 1981–2010) | Dữ liệu khí hậu của Hoa An (1991–2020 normals, extremes 1981–2010) | Dữ liệu khí hậu của Hoa An (1991–2020 normals, extremes 1981–2010) | Dữ liệu khí hậu của Hoa An (1991–2020 normals, extremes 1981–2010) | Dữ liệu khí hậu của Hoa An (1991–2020 normals, extremes 1981–2010) | Dữ liệu khí hậu của Hoa An (1991–2020 normals, extremes 1981–2010) |
| Tháng                                                              | 1                                                                  | 2                                                                  | 3                                                                  | 4                                                                  | 5                                                                  | 6                                                                  | 7                                                                  | 8                                                                  | 9                                                                  | 10                                                                 | 11                                                                 | 12                                                                 | Năm                                                                |
| ------------------------------------------------------------------ | ------------------------------------------------------------------ | ------------------------------------------------------------------ | ------------------------------------------------------------------ | ------------------------------------------------------------------ | ------------------------------------------------------------------ | ------------------------------------------------------------------ | ------------------------------------------------------------------ | ------------------------------------------------------------------ | ------------------------------------------------------------------ | ------------------------------------------------------------------ | ------------------------------------------------------------------ | ------------------------------------------------------------------ | ------------------------------------------------------------------ |
| Cao kỉ lục °C (°F)                                                 | 29.8 (85.6)                                                        | 32.4 (90.3)                                                        | 33.3 (91.9)                                                        | 35.6 (96.1)                                                        | 38.0 (100.4)                                                       | 38.7 (101.7)                                                       | 41.2 (106.2)                                                       | 39.5 (103.1)                                                       | 38.6 (101.5)                                                       | 36.6 (97.9)                                                        | 35.9 (96.6)                                                        | 30.1 (86.2)                                                        | 41.2 (106.2)                                                       |
| Trung bình ngày tối đa °C (°F)                                     | 18.9 (66.0)                                                        | 20.0 (68.0)                                                        | 22.2 (72.0)                                                        | 26.4 (79.5)                                                        | 29.4 (84.9)                                                        | 31.6 (88.9)                                                        | 34.4 (93.9)                                                        | 33.9 (93.0)                                                        | 32.2 (90.0)                                                        | 29.1 (84.4)                                                        | 25.1 (77.2)                                                        | 20.5 (68.9)                                                        | 27.0 (80.6)                                                        |
| Trung bình ngày °C (°F)                                            | 12.9 (55.2)                                                        | 14.3 (57.7)                                                        | 16.7 (62.1)                                                        | 20.8 (69.4)                                                        | 24.0 (75.2)                                                        | 26.4 (79.5)                                                        | 28.1 (82.6)                                                        | 27.6 (81.7)                                                        | 26.2 (79.2)                                                        | 22.7 (72.9)                                                        | 18.7 (65.7)                                                        | 14.1 (57.4)                                                        | 21.0 (69.9)                                                        |
| Tối thiểu trung bình ngày °C (°F)                                  | 9.2 (48.6)                                                         | 10.6 (51.1)                                                        | 13.1 (55.6)                                                        | 17.0 (62.6)                                                        | 20.5 (68.9)                                                        | 23.2 (73.8)                                                        | 24.1 (75.4)                                                        | 23.9 (75.0)                                                        | 22.5 (72.5)                                                        | 18.5 (65.3)                                                        | 14.6 (58.3)                                                        | 10.1 (50.2)                                                        | 17.3 (63.1)                                                        |
| Thấp kỉ lục °C (°F)                                                | −2.4 (27.7)                                                        | −0.8 (30.6)                                                        | −0.4 (31.3)                                                        | 5.5 (41.9)                                                         | 11.0 (51.8)                                                        | 15.5 (59.9)                                                        | 19.5 (67.1)                                                        | 19.8 (67.6)                                                        | 14.6 (58.3)                                                        | 8.1 (46.6)                                                         | 1.0 (33.8)                                                         | −2.2 (28.0)                                                        | −2.4 (27.7)                                                        |
| Lượng Giáng thủy trung bình mm (inches)                            | 55.3 (2.18)                                                        | 79.6 (3.13)                                                        | 139.5 (5.49)                                                       | 148.7 (5.85)                                                       | 214.2 (8.43)                                                       | 288.8 (11.37)                                                      | 179.9 (7.08)                                                       | 266.7 (10.50)                                                      | 151.9 (5.98)                                                       | 61.1 (2.41)                                                        | 38.2 (1.50)                                                        | 42.3 (1.67)                                                        | 1.666,2 (65.59)                                                    |
| Số ngày giáng thủy trung bình (≥ 0.1 mm)                           | 8.3                                                                | 11.4                                                               | 15.7                                                               | 15.6                                                               | 18.2                                                               | 19.3                                                               | 14.1                                                               | 17.6                                                               | 12.2                                                               | 5.9                                                                | 5.6                                                                | 6.8                                                                | 150.7                                                              |
| Số ngày tuyết rơi trung bình                                       | 0.1                                                                | 0                                                                  | 0                                                                  | 0                                                                  | 0                                                                  | 0                                                                  | 0                                                                  | 0                                                                  | 0                                                                  | 0                                                                  | 0                                                                  | 0                                                                  | 0.1                                                                |
| Độ ẩm tương đối trung bình (%)                                     | 74                                                                 | 77                                                                 | 79                                                                 | 79                                                                 | 81                                                                 | 83                                                                 | 78                                                                 | 81                                                                 | 78                                                                 | 73                                                                 | 74                                                                 | 73                                                                 | 78                                                                 |
| Số giờ nắng trung bình tháng                                       | 129.3                                                              | 98.8                                                               | 98.8                                                               | 114.3                                                              | 120.9                                                              | 136.0                                                              | 212.5                                                              | 189.8                                                              | 178.3                                                              | 181.2                                                              | 157.5                                                              | 149.9                                                              | 1.767,3                                                            |
| Phần trăm nắng có thể                                              | 39                                                                 | 31                                                                 | 26                                                                 | 30                                                                 | 29                                                                 | 33                                                                 | 51                                                                 | 47                                                                 | 49                                                                 | 51                                                                 | 48                                                                 | 46                                                                 | 40                                                                 |
| Nguồn: China Meteorological Administration                         |                                                                    |                                                                    |                                                                    |                                                                    |                                                                    |                                                                    |                                                                    |                                                                    |                                                                    |                                                                    |                                                                    |                                                                    |                                                                    |